# Светско првенство у атлетици на отвореном 2007 — 10.000 метара за мушкарце
Такмичења у трци на 10.000 метара у мушкој конкуренцији на 11. Светском првенству у атлетици 2007. у Осаки одржано је 27. августa на стадиону Нагаји.
Титулу освојену у Хелсинкију 2005. одбранио је Кенениса Бекеле из Етиопије.

## Земље учеснице
Учествовала су 24 такмичара из 13 земаља.
| 1. Бахреин (1) 2. Еритреја (1) 3. Етиопија (4) 4. Јапан (2) | 1. Канада (1) 2. Катар (2) 3. Кенија (3) 4. Мароко (1) | 1. Мексико (2) 2. Нови Зеланд (1) 3. САД (2) 4. Танзанија (1) 5. Уганда (2) |

## Освајачи медаља
| Освајачи медаља |              |               |  |  |  |  |
|                 |              |               |  |  |  |  |
|                 |              |               |  |  |  |  |
|                 |              |               |  |  |  |  |
| Кенениса Бекеле | Силеши Сихин | Мартин Матати |  |  |  |  |
| Етиопија        | Етиопија     | Кенија        |  |  |  |  |

## Рекорди
Списак рекорда у трци на 10.000 метара пре почетка светског првенства 25. августа 2007. године:
| Рекорди пре почетка Светског првенства 2007. | Рекорди пре почетка Светског првенства 2007. | Рекорди пре почетка Светског првенства 2007. | Рекорди пре почетка Светског првенства 2007. | Рекорди пре почетка Светског првенства 2007. | Рекорди пре почетка Светског првенства 2007. |
| -------------------------------------------- | -------------------------------------------- | -------------------------------------------- | -------------------------------------------- | -------------------------------------------- | -------------------------------------------- |
| Олимпијски рекорд                            | Кенениса Бекеле                              | Етиопија                                     | 27:05,10                                     | Атина, Грчка                                 | 20. август 2004.                             |
| Светски рекорд                               | Кенениса Бекеле                              | Етиопија                                     | 26:17,53                                     | Брисел, Белгија                              | 26. август 2005.                             |
| Рекорд светских првенстава                   | Кенениса Бекеле                              | Етиопија                                     | 26:49,57                                     | Париз, Француска                             | 24. август 2005.                             |
| Најбољи резултат сезоне                      | Силеши Сихин                                 | Етиопија                                     | 26:48,73                                     | Хенгело, Холандија                           | 26. мај 2007.                                |
| Афрички рекорд                               | Кенениса Бекеле                              | Етиопија                                     | 26:17,53                                     | Брисел, Белгија                              | 26. август 2005.                             |
| Азијски рекорд                               | Ахмад Хасан Абдулах                          | Катар                                        | 26:38,76                                     | Париз, Француска                             | 5. септембар 2003.                           |
| Европски рекорд                              | Мохамед Мурит                                | Белгија                                      | 26:52,30                                     | Брисел, Белгија                              | 3. септембар 1999.                           |
| Северноамерички рекорд                       | Артуро Бариос                                | Мексико                                      | 27:08,23                                     | Западни Берлин, Западна Немачка              | 18. август 1989.                             |
| Јужноамерички рекорд                         | Марилсон Гомес дос Сантос                    | Бразил                                       | 27:28,12                                     | Neerpelt, Белгија                            | 2. јун 2007.                                 |
| Океанијски рекорд                            | Шон Крајтон                                  | Аустралија                                   | 27:31,92                                     | Мелбурн, Аустралија                          | 25. новембар 1996.                           |

### Најбољи резултати 2007. години
Десет најбржих светских атлетичара на 10.000 метара пре почетка светског првенства (25. августа 2007) заузимало је следећи пласман.
| 1.  | Кенениса Бекеле            | Етиопија | 26:28,72 | 29. мај   |
| 2.  | Абебе Динкеса              | Етиопија | 26:30,74 | 29. мај   |
| 3.  | Силеши Сихин               | Етиопија | 26:57,27 | 27. јун   |
| 4.  | Абдерахим Гумри            | Мароко   | 27:02,62 | 29. мај   |
| 5.  | Бернард Кипроп Кипијего    | Кенија   | 27:04,45 | 29. мај   |
| 6.  | Самуел Камау Вањиру        | Кенија   | 27:08,00 | 3. мај    |
| 7.  | Мартин Ирунгу Матати       | Кенија   | 27:08,42 | 24. април |
| 8.  | Гебрегзиабхер Гебремаријам | Етиопија | 27:11.57 | 29. мај   |
| 9.  | Дејене Берхану             | Етиопија | 27:12,22 | 29. мај   |
| 10. | Џозефат Мучири Ндамбири    | Кенија   | 27:19,19 | 24. април |

Такмичари чија су имена подебљана учествовали су на СП 2007.

## Сатница
| Датум            | Резултат | Коло   |
| ---------------- | -------- | ------ |
| 27. август 2007. | 21:40    | Финале |

Времена су дата према локалном времену UTC +7

## Резултати

### Финале
Такмичење је одржано 27. августа 2007. године у 21:40 по локалном времену.,
| Пласман | Атлетичар                  | Земља       | ЛР          | ЛРС      | Резултат | Белешка |
| ------- | -------------------------- | ----------- | ----------- | -------- | -------- | ------- |
|         | Кенениса Бекеле            | Етиопија    | 26:17,53 СР |          | 27:05,90 | ЛРС     |
|         | Силеши Сихин               | Етиопија    | 26:39,69    | 26:48,73 | 27:09,03 |         |
|         | Мартин Ирунгу Матати       | Кенија      | 27:08,42    | 27:09,90 | 27:12,17 |         |
| 4.      | Зерсенај Тадесе            | Еритреја    | 26:37,25    | 27:00,30 | 27:21,37 |         |
| 5.      | Џозефат Мучири Ндамбири    | Кенија      | 27:04,79    | 27:28,38 | 27:31,41 |         |
| 6.      | Гебрегзиабхер Гебремаријам | Етиопија    | 26:52,33    | 26:52,33 | 27:44,58 |         |
| 7.      | Абдихакем Абдирахман       | САД         | 27:22,81    | 27:31,46 | 27:56,62 |         |
| 8.      | Јосфат Кипроно Мењо        | Кенија      | 27:04,61    | 27:04,61 | 28:25,67 |         |
| 9.      | Дејтан Риценхајн           | САД         | 27:35,65    | 28:31,88 | 28:28,59 | ЛРС     |
| 10.     | Бонифације Тороитич Кипроп | Уганда      | 26:39,77    | 28:05,66 | 28:30,99 |         |
| 11.     | Гејлен Рап                 | САД         | 27:33,48    | 27:33,48 | 28:41,71 |         |
| 12.     | Кенсуке Такезава           | Јапан       | 27:45,59    | 27:45,59 | 28:51,69 |         |
| 13.     | Тадесе Тола                | Етиопија    | 27:04,89    | 27:04,89 | 28:51,75 |         |
| 14.     | Алехандро Суарез           | Мексико     | 27:43,92    | 27:43,92 | 28:52,19 |         |
| 15.     | Вилсон Кипкемеи Бусиенеи   | Уганда      | 27:21,55    |          | 29:24,72 | ЛРС     |
| 16.     | Диксон Марва               | Танзанија   | 27:38,58    | 27:38,58 | 29:25,91 |         |
| 17.     | Казухиро Маеда             | Јапан       | 27:56,92    | 27:56,92 | 29:48,17 |         |
| 18.     | Мајкл Еш                   | Нови Зеланд | 27:46,37    | 27:46,37 | 30:34,16 |         |
|         | Ахмад Хасан Абдулах        | Катар       | 26:38,76    | 27:33,87 | НЗ       |         |
|         | Кхалид Ел Амри             | Мароко      | 27:26,24    | 27:30,94 | НЗ       |         |
|         | Еса Исмаил Рашид           | Катар       | 27:20,97    |          | НЗ       |         |
|         | Сајмон Баиру               | Канада      | 27:50,71    |          | НЗ       |         |
|         | Дејвид Галван              | Канада      | 27:33,96    | 27:33,96 | НС       |         |
|         | Али Хасан Махбуд           | Бахреин     | 27:58,88    | 28:26,6  | НС       |         |

Подебљани лични рекорди су и национални рекорди земље коју такмичар представља

### Пролазна времена (финала)
| Дистанца | Атлетичар                  | Земља    | Резултат |
| -------- | -------------------------- | -------- | -------- |
| 1.000 м  | Зерсенај Тадесе            | Еритреја | 2:44,15  |
| 2.000 м  | Гебрегзиабхер Гебремаријам | Етиопија | 5:27,32  |
| 3.000 м  | Зерсенај Тадесе            | Еритреја | 8:12,93  |
| 4.000 м  | Зерсенај Тадесе            | Еритреја | 10:57,82 |
| 5.000 м  | Зерсенај Тадесе            | Еритреја | 13:42,98 |
| 6.000 м  | Зерсенај Тадесе            | Еритреја | 16:28,83 |
| 7.000 м  | Зерсенај Тадесе            | Еритреја | 19:12,74 |
| 8.000 м  | Зерсенај Тадесе            | Еритреја | 21:54,58 |
| 9.000 м  | Мартин Ирунгу Матати       | Кенија   | 24:35,57 |